# Hvalbakur
Hvalbakur (isländskt uttal: [ˈkʰvalˌpaːkʏr̥]
 ( lyssna), vilket betyder 'valrygg') är en ö i republiken Island. Den ligger 35 kilometer utanför kusten och nästan 50 kilometer öster om staden Djúpivogur. Den ligger i regionen Austurland, 35 km från fastlandet. Ön är 200 meter lång och upp till 100 meter bred, med sin högsta punkt 5 meter över havet. Ön förekommer på kartor från 1761, men kan ha setts mycket tidigare.